# Бауман, Ханс
Ханс Бауман (нем. Hans Baumann; 22 апреля 1914 года, Амберг — 7 ноября 1988 года, Мурнау-ам-Штаффельзее) — немецкий поэт и композитор, автор множества популярных песен нацистского периода. После войны отдалился от своего нацистского прошлого, был драматургом, детским писателем, переводчиком (в частности, таких классиков русской и советской детской литературы, как Иван Крылов, Лев Толстой, Фёдор Достоевский, Анна Ахматова, Сергей Михалков, Юрий Коваль, Геннадий Снегирёв, Юрий Коринец, Павел Катаев, Николай Дубов, Вадим Нечаев и других).

## Биография
Сын солдата сверхсрочной службы. Окончил в 1933 году гимназию в Амберге (ныне — знаменитая гимназия имени Макса Регера). В юности был членом католического молодёжного союза, позднее перешёл в Гитлерюгенд.
Уже в 1932 году обнаружился его композиторский талант, когда он сочинил несколько песен, среди них — «Трясутся прогнившие кости» (Es zittern die morschen Knochen), которая стала одной из наиболее популярных песен нацистского режима, а с 1935 года — официальной песней Германского трудового фронта. Священник-иезуит, бывший музыкальным наставником Ханса, помог опубликовать его произведения в 1933 году.
В апреле 1933 года Бауман вступил в НСДАП и с 1 мая получил членский билет № 2.662.179. Он получил звание юнгфолькфюрера в Юнгфольке и референта Культурной службы Имперского управления по делам молодёжи. С 1933 года — учитель в народной школе с одногодичной программой, с начала 1934 года — учитель народной школы в Берлине, где вёл активную публицистическую работу в Имперском управлении по делам молодёжи. В 1935 году стал сотрудником подразделения СС 11/75 и после этого отслужил 2 года в вермахте в Потсдаме. С 1937 года — кандидат в члены СС. Тогда же продолжил своё образование, однако вскоре переключился на журналистскую и активистскую деятельность в руководстве гитлерюгенда. В 1939—1945 годах — командир роты пропаганды 501 на Восточном фронте. В 1941 году получил премию имени Дитриха Экарта за свои поэтические произведения в национал-социалистическом духе, и в том же году на Веймарском собрании поэтов принял участие в создании пронацистской Европейской ассоциации писателей.
Виктор Клемперер, автор книги «Язык Третьего рейха», отмечал, что текст самой известной из песен Баумана «Дрожат прогнившие кости» претерпел важные изменения: со временем вместо слов «Нам принадлежит Германия, а завтра — весь мир» стали петь «Нас слышит Германия, а услышит весь мир»; кроме того, была добавлена относительно «мирная» последняя строфа, где утверждалось, что немцы думают о труде, а не о войне:
Клемперер связывал эти изменения с поражениями Германии на фронтах. Современные историки, однако, обнаружили, что «мирная» строфа впервые появилась в 1936 году, и её скорее можно связывать с тогдашними попытками Гитлера создать образ «миролюбивой Германии» накануне Олимпийских игр 1936 года.
В 1945 году Бауман вернулся с фронта, содержался в лагере военнопленных в Обераммергау, где познакомился с современной американской литературой, усовершенствовал своё знание русского языка и освоил ряд профессий, например, резчика по дереву.
С 1949 года Бауман вновь занялся писательской и переводческой деятельностью, и в 1950—1960-е годы стал популярным автором романов и других книг для юношества. В 1970—1980-е годы выпустил переработки германских саг и легенд для детей, а также собственные детские сочинения. Наряду с этим, сочинял детские стихи и песни, переводил зарубежную литературу (прежде всего русскую).